# Kościół św. Jakuba w Pieszycach
Kościół świętego Jakuba – rzymskokatolicki kościół parafialny należący do dekanatu Bielawa diecezji świdnickiej.
Obecna świątynia została wybudowana w 1566 roku. Jest to ceglana, gotycka budowla orientowana posiadająca salowe wnętrze. Jej prezbiterium jest wielobocznie zamknięte i nakryte jest sklepieniem krzyżowo-żebrowym, z tym że wsporniki żeber są ozdobione maskami. Z kamieniarki można wyróżnić południowe okno z XVI wieku, w południowej ścianie znajduje się późnogotycki, kamienny portal wykonany na początku XVI wieku, w szczycie jest umieszczony krzyż w otoku. Ołtarz główny został wykonany z kamienia w stylu neogotyckim w XIX wieku. Z pozostałego wyposażenia można wyróżnić rzeźby Matki Boskiej i św. Jana Nepomucena pochodzące z XVII/XVIII wieku, obrazy Ukrzyżowanie (w stylu barokowo-rokokowym powstały w 1701 roku) i Madonnę (w stylu barokowym powstały w 1664 roku). Ponadto świątynia posiada interesujący zespół 10 epitafiów i nagrobków, w tym 7 cało postaciowych powstałych w latach 1548–1604.

## Proboszczowie parafii
| Imię i nazwisko           | Daty urzędowania |
| ------------------------- | ---------------- |
| Ks. Antoni Warzybok       | 1969 – 1971      |
| Ks. Eugeniusz Rzepka      | 1971 – 1972      |
| Ks. Emil Pagacz           | 1972 – 1983      |
| Ks. Krzysztof Wałecki     | 1983 – 2005      |
| Ks. Sławomir Białobrzeski | 2005 – 2021      |
| Ks. Dariusz Sakaluk       | od 2021          |

Źródło: